# لایه روشن و لایه خاموش
در نظریه میدان‌های کوانتومی، هرگاه آرایش فیزیکی سیستمی موافق معادله حرکت باشد، به آن سیستم لایه روشن On shell و در غیراینصورت لایه خاموش off shell گفته می‌شود. معادله‌های لایه روشن را با "{\displaystyle \approx }" و معادله‌های لایه خاموش را با "=" نشان می‌دهند.